# كيث جاكسون (لاعب كرة قدم أمريكية)
كيث جاكسون (بالإنجليزية: Keith Jackson)‏ هو لاعب كرة قدم أمريكية أمريكي، ولد في 25 فبراير 1985 في ليتل روك في الولايات المتحدة.